# سيرينا جراندي
سيرينا جراندي (بالإيطالية: Serena Grandi)‏ (و. 1958  م) هي عارضة، وممثلة مسرحية، وممثلة أفلام إيطالية، ولدت في بولونيا.

## وصلات خارجية
- سيرينا جراندي على موقع IMDb (الإنجليزية)
- سيرينا جراندي على موقع ألو سيني (الفرنسية)
- سيرينا جراندي على موقع أول موفي (الإنجليزية)
- سيرينا جراندي على موقع قاعدة بيانات الأفلام السويدية (السويدية)
- سيرينا جراندي على موقع ديسكوغز (الإنجليزية)
- سيرينا جراندي على موقع قاعدة بيانات الفيلم (الإنجليزية)
- سيرينا جراندي على موقع كينوبويسك (الروسية)